# Lycaeides extincta
Lycaeides extincta är en fjärilsart som beskrevs av Embrik Strand 1901. Lycaeides extincta ingår i släktet Lycaeides och familjen juvelvingar. Inga underarter finns listade i Catalogue of Life.